# Pittosporum illicioides
Pittosporum illicioides är en tvåhjärtbladig växtart som beskrevs av Tomitaro Makino. Pittosporum illicioides ingår i släktet Pittosporum och familjen Pittosporaceae. Inga underarter finns listade.